# Nino Njopkou
 (décembre 2021).
Nino Njopkou est un entrepreneur camerounais présent dans l'économie numérique et le marketing digital. Il est connu pour les plateformes de petites annonces et de commerce en ligne.

## Biographie

### Enfance, éducation et débuts
Nino Njopkou, de son nom complet Yannick Nino Njopkou Nono, est né le 5 octobre 1980 à Bafoussam au Cameroun [précision nécessaire]. 
Il fréquente l'Ecole Publique du Centre et le lycée bilingue d'Essos à Yaoundé au Cameroun. En 1997, boursier, il effectue ses classes préparatoires au Maroc et est admis à l'école Centrale de Paris en France, où il obtient en 2003  un diplôme d'ingénieur. 
Dès 1998, il s'intéresse à l'Internet qui lui permet de communiquer avec ses parents au Cameroun.

### Carrière
En début de carrière, Nino Njopkou travaille comme consultant dans des cabinets comme Deloitte. Il intervient dans la stratégie et le déploiement opérationnel pour des clients. Après plusieurs projets web sur l'Afrique, Benoue.com, Akopo.com, il crée Kerawa en 2009. Avec plusieurs levées de fonds,  il acquiert "Leportail.ci" et devient l'un des acteurs majeurs en Afrique noire francophone dans le secteur des petites annonces en ligne,. En 2021, il facilite l'accès à l'immobilier et est actif dans les "real estate" à travers Nacydate[réf. nécessaire]. 